# Réserve naturelle de Lenholm
La réserve naturelle de Lenholm (finnois : Lenholmin luonnonsuojelualue) est une réserve naturelle de 36 hectares située à Parainen dans la région de Finlande-Propre.
La réserve naturelle de Lenholm forme avec Mattholmsfladan le site Natura 2000 de Lenholm de 129 hectares.

## Accès
La réserve de Lenholm est située à environ 9 kilomètres au sud-ouest du centre de Parainen. 
Elle est en bordure de la Seututie 180 qui fait partie de la route périphérique de l'archipel, à environ cinq kilomètres avant le traversier qui relie Parainen et Nauvo.
L'endroit est accessible par des bus venant d'Helsinki et de Turku, entre autres.
Il y a une aire de stationnement dans la zone d'où part le sentier de randonnée du parc.
.